# Seharane
 (novembre 2021).
Si vous disposez d'ouvrages ou d'articles de référence ou si vous connaissez des sites web de qualité traitant du thème abordé ici, merci de compléter l'article en donnant les références utiles à sa vérifiabilité et en les liant à la section « Notes et références ».
La Seharane (hébreu : סהרנה, du kurde sayeran, « exploration de la nature ») est l’une des fêtes les plus importantes des Juifs du Kurdistan et de leurs descendants israéliens.
Célébrant à l’origine le Norouz et observée vers la fin de Pessa'h, elle a désormais lieu lors de la semaine de Souccot.

## La Seharane des origines
Le Newroz, nouvel an du calendrier iranien, également appelé sayeran en Iran, devient l’une des pierres angulaires de la culture kurde, au cours duquel le légendaire forgeron Kawa se rebelle contre le roi Zohak, le vainc et libère ainsi de sa tyrannie ceux qui formeront la nation kurde.
Il donne principalement lieu à des promenades dans la nature afin de se réjouir de son renouveau, des rencontres entre familles, des repas, des danses et des tenues colorées.
Les Juifs du Kurdistan se prêtent aux mêmes célébrations que leurs voisins, avec quelques particularités distinctives seulement. La Seharane ayant d’une part lieu pendant la semaine mi-fériée de Pessa'h, leurs mets doivent se conformer aux prescriptions alimentaires et ne pas contenir de hametz (levain). D’autre part, alors que les unions arrangées sont la règle dans la société judéo-kurde, la Seharane est la seule occasion annuelle pour les jeunes gens de se rencontrer librement, se courtiser et, éventuellement, se fiancer.

## La Seharane en Israël
Initiée timidement au XVIe siècle, l’immigration en terre d’Israël s’accélère au XXe siècle et la communauté judéo-kurde se retrouve dans sa grande majorité en Israël après l’opération Ezra et Néhémie (1950-51).
La Seharane n’est plus fêtée jusqu’en 5732 (1972-73 du calendrier grégorien), au cours de laquelle le conseil national de l’association des Juifs du Kurdistan milite pour sa ré-instauration. Elle ne peut cependant plus avoir lieu après Pessa'h, cette période étant marquée en Israël par la Mimouna, fête nationale d’origine maghrébine. La date de Chavouot est également rejetée, sur l'insistance des seniors de la communauté et du grand-rabbin séfarade Ovadia Yossef, en faveur du 15 av, traditionnellement considéré comme une fête des rencontres amoureuses. Cette célébration ne peut davantage se tenir cette année pour des raisons de sécurité.
La Seharane a finalement lieu lors de la semaine mi-fériée de Souccot 5735 (1975). Elle est alors définitivement insérée dans le calendrier à cette date.

## Observance et coutumes
La Seharane est une grande fête où les familles d’ascendance kurde sortent en excursion dans la nature (principalement à Tibériade), organisent des repas, chants et danses traditionnels au son des dola et zema.
Bien que dépourvue de caractère intrinsèquement « religieux », la fête est souvent prétexte à des fiançailles ainsi qu’à des cérémonies pour l’entrée d’un nouveau rouleau de la Torah dans quelque synagogue.